# За пять секунд до катастрофы
«За пять секунд до катастрофы» — советский широкоэкранный художественный фильм, снятый режиссёром Анатолием Ивановым по сценарию Петра Попогребского на киностудии имени Александра Довженко в 1977 году.
Премьера фильма состоялась 5 июля 1978 года. Прокат — 2,7 млн зрителей.

## Сюжет
Физик Томас Кинг узнаёт о возможности глобальной катастрофы из-за эксперимента по созданию особого полимера и предотвращает его проведение в последний момент.

## В ролях
- Павел Панков — Кинг
- Валентина Талызина — мисс Гримбл
- Александр Мовчан — Нокс
- Степан Олексенко — Дымов
- Паул Буткевич — Рони Старк
- Эугения Плешките — Марта
- Виталий Дорошенко — Хоу
- Никита Подгорный — Джеральд
- Лаймонас Норейка — Поль Рот
- Ольга Матешко — Сирилл
- Вацлав Дворжецкий — шеф эксперимента

## Съёмочная группа
- Режиссёр: Анатолий Иванов
- Сценарист: Пётр Попогребский
- Оператор: Борис Мясников
- Художник: Юрий Муллер
- Звукорежиссёр: Ариадна Федоренко
- Композитор: Яков Лапинский